# Parcul Național Glacier (Canada)
Parcul Național Glacier (Parcul Național Glaciar)  a fost declarat ca parc național în anul 1886, el fiind unul dintre cele șapte parcuri din British Columbia (Columbia Britanică), Canada de Vest. Suprafața lui de 1349 km², se întinde pe o parte din teritoriul munților Columbia Mountains la o altitudine între 2600 și 3390 m, cea mai mare parte fiind acoperită de ghețari.  